# Waingmaw
Waingmaw est une petite ville de l'État de Kachin, le plus au nord de la Birmanie. Elle se trouve sur la rive orientale de l'Irrawaddy, presque en face de Myitkyina, la capitale de l'état, à laquelle elle est reliée par un pont un peu plus au nord.
Elle est située à l'intersection de la route Bhamo-Myitkyina et d'une route vers la Chine aboutissant à Nujiang, dans l'Ouest du Yunnan.